# Pseudoesfera
En geometria, el terme pseudoesfera es fa servir per referir-se a diferents superfícies que tenen curvatura gaussiana negativa i constant.

## Pseudoesfera teòrica
En aquesta interpretació general, una pseudoesfera de radi {\displaystyle R} és una superfície de curvatura gaussiana {\displaystyle -{\frac {1}{R^{2}}}}, per analogia amb l'esfera de radi {\displaystyle R} que té una curvatura {\displaystyle {\frac {1}{R^{2}}}}. El terme va ser introduït pel matemàtic italià Eugenio Beltrami en un article de 1868.

## Tractricoide

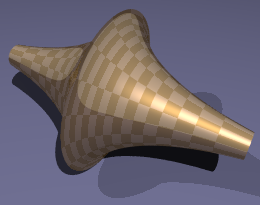
Tractricoïde

En particular, s'utilitza el terme pseudoesfera per referir-se a la superfície de revolució denominada tracticoide, resultat de fer rotar una corba tractriu entorn de la seva asímptota. Com a exemple, la mitja pseudoesfera (de radi unitari) és la superfície de revolució de la tractriu parametritzada per
{\displaystyle t\mapsto \left(t-\tanh {t},\operatorname {sech} \,{t}\right),\quad \quad 0\leq t<\infty .}
Hi ha una singularitat matemàtica, (el seu equador és una singularitat), però al marge d'aquesta singularitat, la superfície té curvatura gaussiana constant i negativa i, per tant, és localment isomorfa a l'espai hiperbòlic.
El nom de pseudoesfera se li va donar perquè és una superfície topològica bidimensional amb curvatura constant igual que una esfera, només que de signe contrari.
Ja en el segle xvii, Christiaan Huygens va descobrir que el volum i la superfície de la pseudoesfera eren finites malgrat l'extensió infinita del seu eix. Per a un radi donat {\displaystyle R}, la seva superfície és de {\displaystyle 4\pi R^{2}} (igual que la de l'esfera) i el seu volum és {\displaystyle {\frac {2}{3}}\pi R^{3}} (la meitat que la de l'esfera del mateix radi).

## Hiperboloide
En algunes fonts, que utilitzen el model hiperboloide per a la superfície hiperbòlica, l'hiperboloide és considerat com una pseudoesfera. S'utilitza aquest terme perquè l'hiperboloide pot ser considerat com una esfera de radi imaginari incrustada en un espai de Minkowski.